# کلمان مارو
کلِمان مارو (به فرانسوی: Clément Marot) شاعر قرن پانزدهم میلادی اهل فرانسه است.